# Kalmar

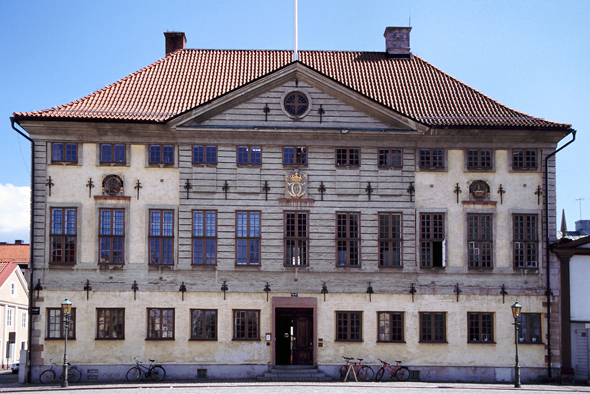
Ratusz

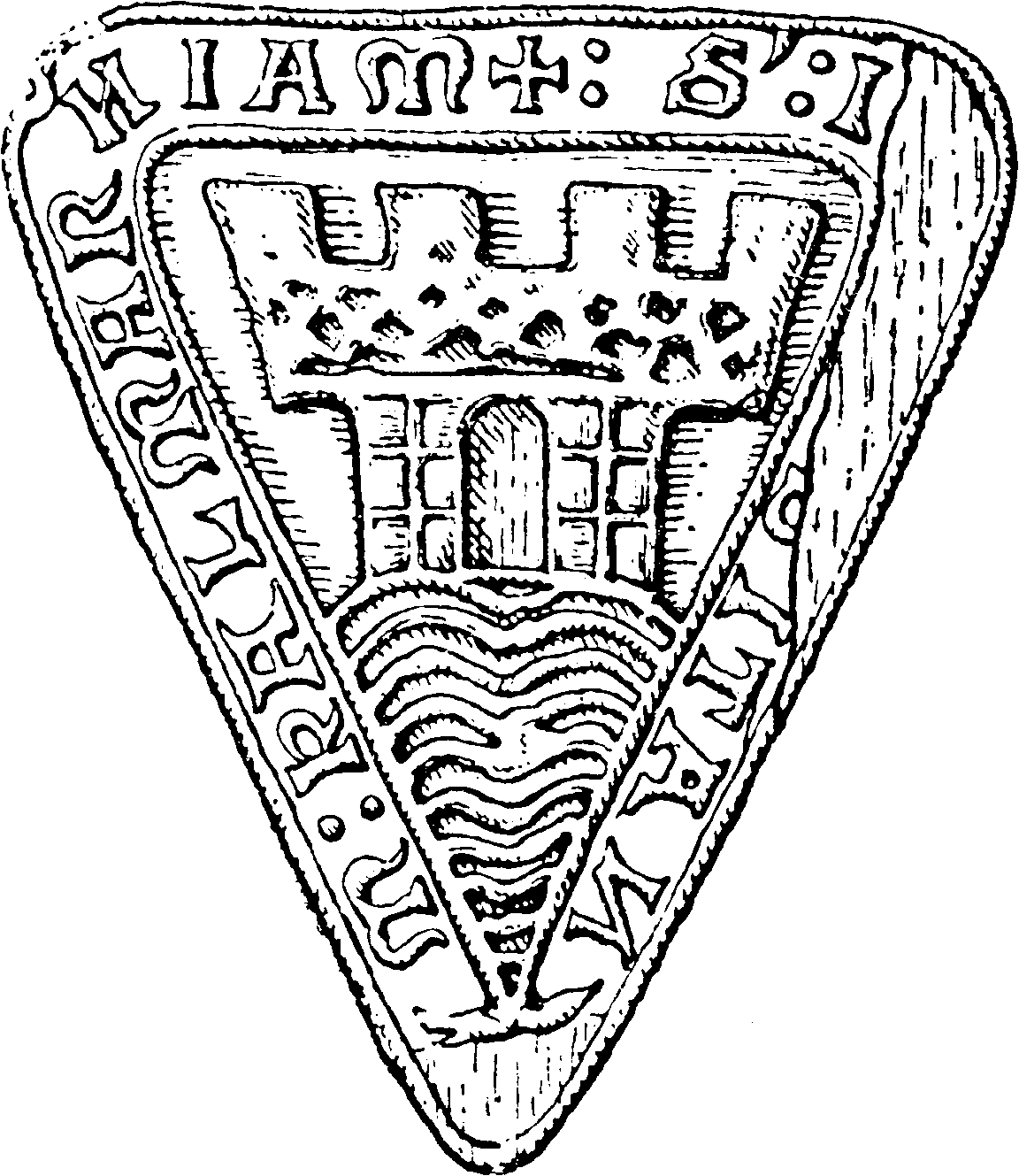
Pieczęć miasta Kalmar z XIII wieku

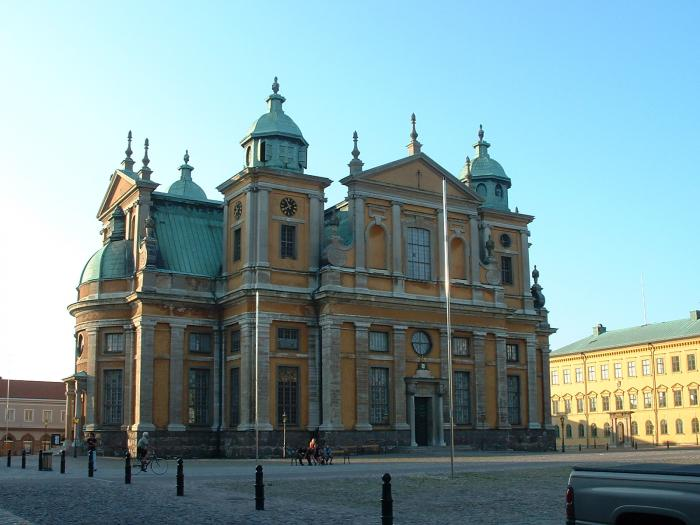
Katedra

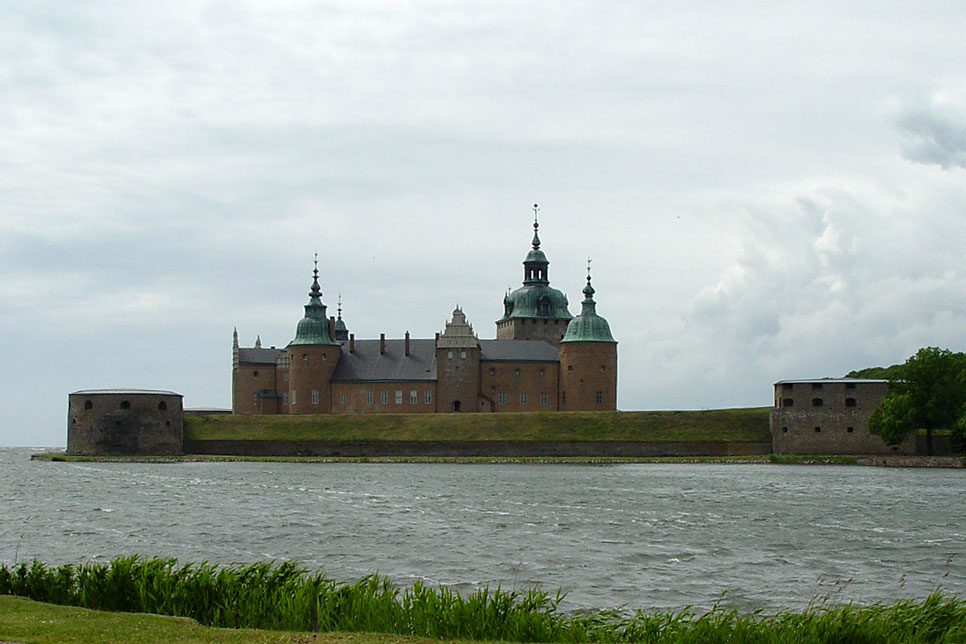
Zamek

Kalmar – miasto w południowo-wschodniej Szwecji, nad Cieśniną Kalmarską (Morze Bałtyckie). Ośrodek administracyjny Regionu Kalmar (236 501 mieszkańców) i Gminy Kalmar (60 649 mieszkańców).

## Historia
Tereny, na których obecnie mieści się Kalmar były zamieszkane już w czasach prehistorycznych. Znaleziono na nich ślady działalności człowieka z epoki kamiennej. Najstarsze źródła pisane wspominające o mieście lub osadzie pochodzą z XI wieku. Według starej legendy ludowej patron Norwegii Olaf II Haraldsson po wygnaniu z kraju popłynął na swoich statkach do Cieśniny Kalmarskiej. Najstarsza pieczęć miasta pochodzi z okresu od 1255 do 1267, co czyni ją najstarszą pieczęcią w Skandynawii.
W XII wieku pojawiają się pierwsze wzmianki o wybudowaniu warowni, a właściwie wieży strażniczej i obserwatorskiej. W XIII wieku zabudowania obronne rozwijały się. 13 lipca 1397 roku, na zamku zawarto Unię kalmarską, wiążącą Szwecję, Danię i Norwegię, co uczyniło miasto jednym z najważniejszych w Szwecji. W Kalmarze koronowano wspólnego władcę trzech królestw skandynawskich, Eryka Pomorskiego. Do XVII wieku Kalmar był strategicznym punktem leżącym na granicy z Danią (Skania nie należała wtedy do Szwecji).
W latach 40. XVI wieku królowie z dynastii Wazów przebudowali zamek, czyniąc go siedzibą godną króla, tym samym zmieniając jego dotychczasową rolę. Od lata 1598 do 12 maja 1599 zajęte przez wojska polskie Zygmunta III Wazy. Rok 1611 zapisał się w historii miasta jako jeden z najczarniejszych. Odbyła się wtedy bitwa pod Kalmarem, która była częścią wojny kalmarskiej. Wojska szwedzkie przegrały potyczkę i zamek został oblężony. W latach 1602–1903 miasto było siedzibą Diecezji Kalmarskiej.
Po podpisaniu Traktatu z Roskilde w roku 1658 miasto straciło swą pozycję, gdyż przestało leżeć przy granicy. Kiedy w roku 1689 flota szwedzka została przeniesiona do Karlskrony, miasto całkowicie straciło swą dotychczasową pozycję militarną. Także podczas wojny skańskiej zamek został oblężony, ale nigdy nikomu nie udało się go zdobyć. W Kalmarze znajduje się zabytkowa katedra wybudowana w roku 1702 w stylu klasycystycznym. Wraz z utratą pozycji militarnej miasto ubożało. Dopiero w XIX wieku, kiedy rozwój przemysłu pobudził Kalmar do życia, udało się mu odzyskać dawną świetność.

## Współczesność
Dzisiaj Kalmar jest ośrodkiem przemysłowym i kulturalnym, w mieście znajduje się fabryka samochodów ciężarowych Kalmar Mekaniska Verkstad, Uniwersytet Kalmarski, na którym studiuje ok. 9500 studentów (założony w 1977), Muzeum Regionu Kalmar oraz centrum badań firmy telekomunikacyjnej TeliaSonera. W mieście rozwinął się przemysł szklarski, odzieżowy, maszynowy, metalowy oraz spożywczy.
Pięć kilometrów na zachód od miasta znajduje się międzynarodowy port lotniczy. Na obrzeżach miasta znajduje się jedyna lądowa droga na wyspę Olandia – Ölandsbron (wybudowany w roku 1972, najdłuższy most w Szwecji i jeden z najdłuższych w Europie).
Miastem partnerskim Kalmaru jest Wilmington położone w amerykańskim stanie Delaware.
W mieście znajduje się stacja kolejowa Kalmar.

## Kluby sportowe
W mieście Kalmar działa szereg zespołów sportowych:
- Siatkówka: Kalmar Volleybollklubb
- Tenis stołowy: Kalmar BTK
- Zapasy: Kalmar Brottarklubb
- Piłka nożna: Kalmar FF (stadion Fredriksskans IP) i Kalmar AIK
- Golf: Kalmar GK
- Unihokej: Kalmar IBK
- Hokej na lodzie: Kalmar HC
- Futbol amerykański: Kalmar Pirates
- Lekkoatletyka: Kalmar Sk
- Bieg na orientację: Kalmar OK

## Miejsca warte odwiedzenia
- Salvestaden (kopia średniowiecznego miasta)
- Ölandsbron
- Zamek kalmarski
- Teatr miejski
- Tripp, trapp, trull (trzy zabytkowe domy zbudowane obok siebie w XVIII wieku)
- Katedra Kalmarska
- Västerport (wieża wybudowana w roku 1658, która niegdyś broniła dostępu do głównej części miasta)
- Cieśnina Kalmarska
- Muzeum Regionu Kalmar
- Dom Krusenstiernska (w pełni zachowany XIX-wieczny dom, udostępniony zwiedzającym)
- Stare miasto
- Park miejski
- Stary browar Nordstjernan
- Muzeum okrętowe

## Dzielnice
- Kvarnholmen
- Gamla staden
- Malmen
- Varvsholmen
- Tjärhovet
- Oxhagen
- Funkabo
- Stensö
- Sandås
- Tegelviken
- Djurängen
- Berga
- Norrliden
- Krafslösa
- Ängö
- Kalmarsundsparken

## Współpraca zagraniczna
Kalmar ma dziewięć miast partnerskich:
- Árborg, Islandia
- Arendal, Norwegia
- Entebbe, Uganda
- Gdańsk, Polska
- Królewiec, Rosja
- Poniewież, Litwa
- Savonlinna, Finlandia
- Wilmington, USA
- Wismar, Niemcy